# 拉普達麵包

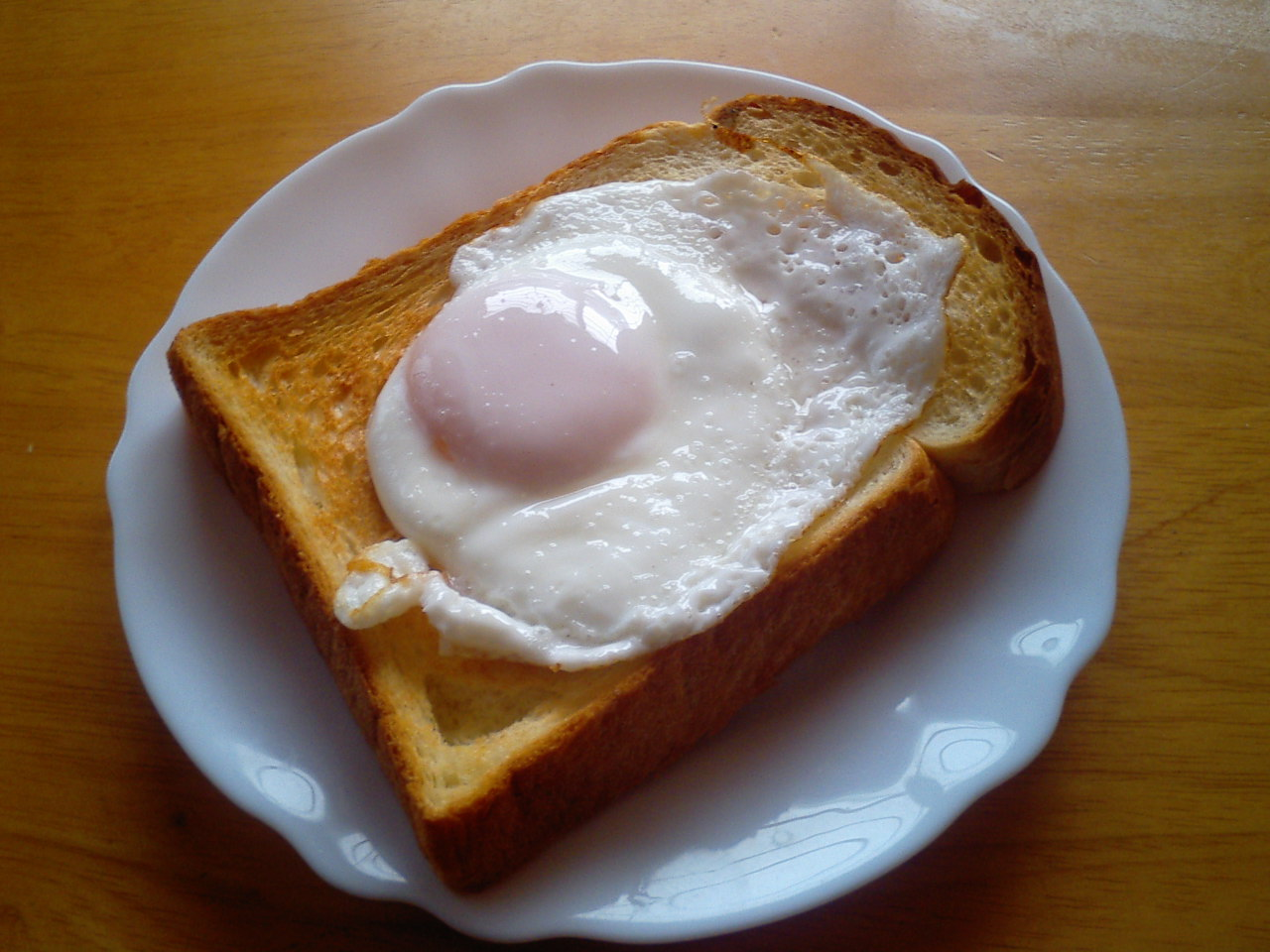
拉普达面包烹饪示例

拉普达面包（日语：ラピュタパン、又名拉普达吐司）是指模仿1986年吉卜力工作室的动画电影《天空之城》中的面包所製作的一道菜肴。並在互联网、博客等地頻繁討論，並且在討論宮崎駿動畫中的料理時經常被提及，成為非常受歡迎的料理。根據2015年5月日本生活協同組合聯合會的網絡調查，有超過40%的人認識「拉普達麵包」。。

## 概要
拉普達麵包是指在烤過的吐司上放上荷包蛋的料理。在《天空之城》中，巴魯在吐司上面放上一個荷包蛋，並將蛋黃切成兩半，然後再切割整個吐司一起食用。根據料理專家KENTARO的說法，這種吃法被稱為「拉普達麵包」，有些人每天早餐都會這樣吃。
有時，拉普達麵包也會加入培根、塗上美乃滋或番茄醬，或者其他調味料，因此每個人對於拉普達麵包的定義可能會有所不同。柳田理科雄認為拉普達麵包使用的麵包可能是黑麥麵包。
在烹飪網站Cookpadクックパッド上也有許多拉普達麵包的食譜登記，其中介紹了使用美乃滋在吐司上做成「堤防」，然後在堤防中打入生蛋，最後用烤箱烤熟的烹飪等方法。

## 人氣度
無論是《天空之城》還是其他吉卜力工作室的動畫電影，食物場景和料理常常給人深刻的印象。吉卜力作品中登場的料理已經進行了幾次最想品嚐的料理的人氣投票，其中拉普塔吐司的排名如下：
- 第一名 - 由Anime！Anime！（日语：イード_(企業)）主導的2016年9月的問卷調查。[6]
- 第三名 - 由百度在2020年2月針對Simeji（日语：Simeji）用戶中的10多歲女性進行的問卷調查。[8][9]
- 第二名 - 由Niconico News在2021年5月進行的ITmedia（日语：ITmedia）主導的問卷調查。[7]

## 相关项目
- 鸡蛋篮子（英语：Egg_in_the_basket）
- 法式三明治（英语：Croque_monsieur）
- 时钟夫人（英语：Croque_monsieur#Variations）